# Ansar
Ansar („égi sarkcsap/pólus”) az akkád mitológiában az istenek régi nemzedékéhez tartozó férfi isten, Kisar („földi sarkcsap/pólus”) férje. Mindketten Lahmu és Lahamu gyermekei. Az ő gyermekük An, az első főisten. Kultuszuk nem ismert. A Teremtés-eposznak az i. e. 2. évezred második feléből ránk maradt változatából ismertek. Létük lehet, hogy a Marduk-kultusz fejlődésével kapcsolatos teológiai spekulációk eredménye.
Ansart az asszír korban azonosították Assurral, s ekkor a Teremtés-eposz főhőse An, majd Enlil, majd Marduk után ekkor Ansar-Assur lett.